# Colazo (Córdoba)
Colazo es una pequeña localidad y municipio del departamento Río Segundo, en la provincia de Córdoba, Argentina.
Se encuentra a unos 134 km de la capital provincial. Su Santo patrono es "San Francisco de Asís", cuya fiesta patronal se celebra el 4 de octubre de cada año. Antiguamente también lo fuè San Juan Bautista, cuya fiesta patronal se celebraba el 24 de junio. 
La localidad cuenta con un colegio secundario Instituto "Cristo Rey", una escuela primaria y un jardín de infantes "Semana de Mayo" y una institución deportiva (la Asociación deportiva y Cultural Colazo), donde se practican fútbol y Bochas, en la actualidad cuenta con un polideportivo municipal, donde se disfruta de pileta, quinchos y la práctica de variados deportes.
La economía de Colazo es principalmente agrícola y en menor medida ganadera, dentro del pueblo toma mucha importancia la industria maderera, existen dos grandes fábricas y una importante cantidad de carpinterías.

## Historia
Fue fundada en 1913 por Juan de Dios Colazo, quien dona los terrenos para ello, y su primera fundación se encontraba a 3500 m de la actual localidad.

## Población
Cuenta con 1959 habitantes (Indec, 2022), lo que representa un incremento del 20,5% frente a los 1598 habitantes (Indec, 2010) del censo anterior.
| Gráfica de evolución demográfica de Colazo entre 1991 y 2022 |
|                                                              |
| Fuente: Censos nacionales del INDEC                          |

## Parroquias de la Iglesia católica en Colazo
| Diócesis  | Villa María           |
| --------- | --------------------- |
| Parroquia | San Francisco de Asís |